# Pablo Mouche
Pablo Nicolás Mouche (San Martín, Buenos Aires; 11 de octubre de 1987) es un exfutbolista profesional argentino. Se desempeñaba como extremo.

## Trayectoria

### Categorías inferiores
Arrancó jugando desde muy pequeño en el club de baby fútbol de Ameghino, en Santos Lugares, partido de Tres de Febrero. Después, un amigo lo llevó a Estudiantes y debutó allí en 2003 a la edad de 16 años, mientras cursaba el 2.º año del secundario.

### Boca Juniors
En 2005 pasó a Boca Juniors, lo que le abrió las puertas de la selección sub-18. Cuando regresó al club después de estar a préstamo en el club Arsenal de Sarandí, llamó a Guillermo Barros Schelotto para preguntarle si lo autorizaba a usar la camiseta n.º 7. El 23 de septiembre de 2008 marcó su primer gol con Boca en un partido correspondiente a la Copa Sudamericana frente a Liga de Quito. También en ese mismo año marcó un recordado gol ante Banfield, ingresando desde el banco. Dicho gol significarían tres puntos decisivos en ese Apertura para que Boca llegara al triangular final de desempate y lograra finalmente el campeonato. En 2011 empieza a ser tenido realmente en cuenta por el entrenador Julio César Falcioni, y comienza a desempeñarse como segundo delantero detrás de Martín Palermo. Meses más tarde, se gana el puesto momentáneamente debido a la lesión de Lucas Viatri. En el primer semestre de 2012 tras la lesión de Darío Cvitanich, empezó a jugar de titular marcando goles ante Olimpo, San Lorenzo, Lanús, Estudiantes de La Plata, Atlético de Rafaela y Godoy Cruz de Mendoza. Sumando estos a los convertidos en la Copa Libertadores frente a Arsenal, Unión Española y Fluminense y en la Copa Argentina 2011-12 ante Olimpo, dan un total de 10 goles en los seis meses, 11 en la temporada 2011-12 contando el que consiguió en el Apertura 2011 siendo goleador del club en la temporada.

### Arsenal de Sarandí
En 2007 estuvo a préstamo en Arsenal de Sarandí, club donde pudo debutar, marcando su primer gol en Primera División, aunque sólo llegó a disputar pocos partidos debido a una lesión.

### Kayserispor
En julio de 2012, Mouche viajó a Europa tras fichar por el Kayserispor de Turquía. Tras cinco partidos debutó en la red. Con un tanto suyo, el club cortó una racha de doce partidos sin triunfos. El gol del delantero llegó a falta de cinco minutos con un cabezazo que permitió la victoria por 3 a 2 sobre el Eskisehirspor. Sin embargo, pese a marcar varios goles en el torneo, su equipo terminó yéndose al descenso. Pese a tener contrato por tres años más, no quiso quedarse a jugar en la segunda división, por lo que emigró. Dado que El Kayserispor salió campeón de Segunda a la temporada siguiente, el paso de Mouche solo quedó en la memoria de los hinchas como el del año de su fracaso, luego de haber conseguido sin él su primera Copa de Turquía, y logrando el regreso a Primera ya sin su participación.

### Palmeiras
El Kayserispor turco anunció la venta de Pablo Mouche al Palmeiras por cuatro millones de dólares. De esa cifra, el 30% corresponde a Boca, que había vendido el 70% de su pase en el 2012.

### Lanús
En el 2015 ficha en Lanús, en un acuerdo de préstamo por 2 años, donde se consagraría campeón.

### Estrella Roja de Belgrado
El jugador era prioridad para reforzar el plantel de cara a la UEFA Champions League. Luego de especulaciones, el 5 de julio de 2016 el propio jugador confirmaba para medios argentinos su arribo al cuadro serbio dadas las condiciones deportivas y económicas tanto del club como del país. El 8 de julio de 2016 firma un acuerdo de préstamo por un año con el club.

### Club Olimpia
El 20 de enero de 2017, su representante Darío Bombini, anuncia a medios paraguayos su arribo al Club Olimpia. Será a préstamo por un año, cedido por el Palmeiras, equipo dueño de su pase. Luego de 6 meses anuncia la salida del Club habiendo disputado 16 partidos y marcando 4 goles en el Torneo Apertura 2017 (Paraguay).

### Banfield
El 20 de julio de 2017 firma su contrato a préstamo por un año con opción de compra, usara el dorsal N.º 7.

### Colo-Colo
El 4 de febrero de 2019, es presentado como refuerzo del cuadro chileno. Donde firma un contrato que lo liga al cuadro albo por un año.
Debuta un domingo 17 de febrero con la camiseta de Colo-Colo, con el número 15, marcando la apertura de la cuenta de tiro libre contra la Unión Española. Partido que terminó 1-3,(victoria alba). Durante el transcurso de la primera rueda del campeonato chileno destaca por su habilidad y técnica con el balón, marcando 4 goles y 2 asistencias.

### Sud América
El 30 de marzo de 2021 se anunció su incorporación al Sud América de la Primera División de Uruguay, donde hizo dupla con el delantero Sebastián Abreu.

### Barracas Central
El 10 de enero de 2022 se oficializó su incorporación a Barracas Central, equipo de la Primera División de Argentina.

### Ascenso argentino
Atlanta, equipo que a la sazón militaba en la Primera Nacional, presentó al delantero como miembro de su plantel de fútbol profesional el 8 de febrero de 2023. Sin embargo el 12 de septiembre de ese mismo año la institución deportiva anunció la finalización del contrato que mantenía con Mouche.
En octubre de 2023 acordó su incorporación al Sportivo Pocitos, un equipo salteño del Torneo Regional Federal Amateur.

## Selección nacional
Ha sido internacional con la selección juvenil Sub-20 de Argentina. Participó en el Campeonato Sudamericano Sub-20 de 2007 que se disputó en Paraguay. En dicho torneo, anotó un hat-trick ante Venezuela. Debutó en la selección mayor el 16 de marzo de 2011 en un amistoso, anotando dos goles en el triunfo por 4-1.
| Selección Sub-20 | Selección Sub-20    | Selección Sub-20                         | Selección Sub-20 | Selección Sub-20 | Selección Sub-20 | Selección Sub-20 | Selección Sub-20               | Selección Sub-20 |
| --- | ------------------- | ---------------------------------------- | ---------------- | ---------------- | ---------------- | ---------------- | ------------------------------ | ---------------- |
| \| N.º \| Fecha[21] \| Estadio \| Local \| Resultado \| Visitante \| Goles \| Competición \| \| --- \| ------------------- \| ---------------------------------------- \| --------- \| --------- \| --------- \| ----- \| ------------------------------ \| \| 1 \| 8 de enero de 2007 \| Teniente coronel, C. del Este, Paraguay \| Argentina \| 0-0 \| Ecuador \| \| Campeonato Sudamericano Sub-20 \| \| 2 \| 10 de enero de 2007 \| Teniente coronel, C. del Este, Paraguay \| Argentina \| 2-1 \| Colombia \| \| Campeonato Sudamericano Sub-20 \| \| 3 \| 14 de enero de 2007 \| Teniente coronel, C. del Este, Paraguay \| Argentina \| 6-0 \| Venezuela \| \| Campeonato Sudamericano Sub-20 \| \| 4 \| 16 de enero de 2007 \| Teniente coronel, C. del Este, Paraguay \| Argentina \| 3-3 \| Uruguay \| \| Campeonato Sudamericano Sub-20 \| \| 5 \| 19 de enero de 2007 \| Defensores del Chaco, Asunción, Paraguay \| Brasil \| 2-2 \| Argentina \| \| Campeonato Sudamericano Sub-20 \| \| 6 \| 21 de enero de 2007 \| Defensores del Chaco, Asunción, Paraguay \| Paraguay \| 0-1 \| Argentina \| \| Campeonato Sudamericano Sub-20 \| \| 7 \| 23 de enero de 2007 \| Defensores del Chaco, Asunción, Paraguay \| Chile \| 0-0 \| Argentina \| \| Campeonato Sudamericano Sub-20 \| \| 8 \| 25 de enero de 2007 \| Defensores del Chaco, Asunción, Paraguay \| Colombia \| 0-0 \| Argentina \| \| Campeonato Sudamericano Sub-20 \| \| 9 \| 28 de enero de 2007 \| Defensores del Chaco, Asunción, Paraguay \| Uruguay \| 0-1 \| Argentina \| \| Campeonato Sudamericano Sub-20 \| |                     |                                          |                  |                  |                  |                  |                                |                  |
| N.º | Fecha               | Estadio                                  | Local            | Resultado        | Visitante        | Goles            | Competición                    |                  |
| 1 | 8 de enero de 2007  | Teniente coronel, C. del Este, Paraguay  | Argentina        | 0-0              | Ecuador          |                  | Campeonato Sudamericano Sub-20 |                  |
| 2 | 10 de enero de 2007 | Teniente coronel, C. del Este, Paraguay  | Argentina        | 2-1              | Colombia         |                  | Campeonato Sudamericano Sub-20 |                  |
| 3 | 14 de enero de 2007 | Teniente coronel, C. del Este, Paraguay  | Argentina        | 6-0              | Venezuela        |                  | Campeonato Sudamericano Sub-20 |                  |
| 4 | 16 de enero de 2007 | Teniente coronel, C. del Este, Paraguay  | Argentina        | 3-3              | Uruguay          |                  | Campeonato Sudamericano Sub-20 |                  |
| 5 | 19 de enero de 2007 | Defensores del Chaco, Asunción, Paraguay | Brasil           | 2-2              | Argentina        |                  | Campeonato Sudamericano Sub-20 |                  |
| 6 | 21 de enero de 2007 | Defensores del Chaco, Asunción, Paraguay | Paraguay         | 0-1              | Argentina        |                  | Campeonato Sudamericano Sub-20 |                  |
| 7 | 23 de enero de 2007 | Defensores del Chaco, Asunción, Paraguay | Chile            | 0-0              | Argentina        |                  | Campeonato Sudamericano Sub-20 |                  |
| 8 | 25 de enero de 2007 | Defensores del Chaco, Asunción, Paraguay | Colombia         | 0-0              | Argentina        |                  | Campeonato Sudamericano Sub-20 |                  |
| 9 | 28 de enero de 2007 | Defensores del Chaco, Asunción, Paraguay | Uruguay          | 0-1              | Argentina        |                  | Campeonato Sudamericano Sub-20 |                  |

| Selección nacional | Selección nacional       | Selección nacional                  | Selección nacional | Selección nacional | Selección nacional | Selección nacional | Selección nacional | Selección nacional |
| --- | ------------------------ | ----------------------------------- | ------------------ | ------------------ | ------------------ | ------------------ | ------------------ | ------------------ |
| \| N.º \| Fecha[21] \| Estadio \| Local \| Resultado \| Visitante \| Goles \| Competición \| \| --- \| ------------------------ \| ----------------------------------- \| --------- \| --------- \| --------- \| ----- \| ----------- \| \| 1 \| 16 de marzo de 2011 \| Monumental, Buenos Aires, Argentina \| Argentina \| 4-1 \| Venezuela \| \| Amistoso \| \| 2 \| 20 de abril de 2011 \| Monumental, Buenos Aires, Argentina \| Argentina \| 2-2 \| Ecuador \| \| Amistoso \| \| 3 \| 25 de mayo de 2011 \| Centenario, Resistencia, Argentina \| Argentina \| 4-2 \| Paraguay \| \| Amistoso \| \| 4 \| 14 de septiembre de 2011 \| Alberto Kempes, Córdoba, Argentina \| Argentina \| 0-0 \| Brasil \| \| Amistoso \| \| 5 \| 28 de septiembre de 2011 \| Mangueirão, Belen, Brasil \| Brasil \| 2-0 \| Argentina \| \| Amistoso \| |                          |                                     |                    |                    |                    |                    |                    |                    |
| N.º | Fecha                    | Estadio                             | Local              | Resultado          | Visitante          | Goles              | Competición        |                    |
| 1 | 16 de marzo de 2011      | Monumental, Buenos Aires, Argentina | Argentina          | 4-1                | Venezuela          |                    | Amistoso           |                    |
| 2 | 20 de abril de 2011      | Monumental, Buenos Aires, Argentina | Argentina          | 2-2                | Ecuador            |                    | Amistoso           |                    |
| 3 | 25 de mayo de 2011       | Centenario, Resistencia, Argentina  | Argentina          | 4-2                | Paraguay           |                    | Amistoso           |                    |
| 4 | 14 de septiembre de 2011 | Alberto Kempes, Córdoba, Argentina  | Argentina          | 0-0                | Brasil             |                    | Amistoso           |                    |
| 5 | 28 de septiembre de 2011 | Mangueirão, Belen, Brasil           | Brasil             | 2-0                | Argentina          |                    | Amistoso           |                    |

## Estadísticas

### Clubes
| Club                       | Div.                | Temporada           | Liga  | Liga  | Copas Nacionales | Copas Nacionales | Torneos Internacionales | Torneos Internacionales | Total | Total | Media goleadora |
| Club                       | Div.                | Temporada           | Part. | Goles | Part.            | Goles            | Part.                   | Goles                   | Part. | Goles | Media goleadora |
| -------------------------- | ------------------- | ------------------- | ----- | ----- | ---------------- | ---------------- | ----------------------- | ----------------------- | ----- | ----- | --------------- |
| Estudiantes (BA) Argentina | 3.ª                 | 2002-03             | 1     | 0     | —                | —                | —                       | —                       | 1     | 0     | 0.00            |
| Estudiantes (BA) Argentina | 3.ª                 | 2003-04             | 6     | 0     | —                | —                | —                       | —                       | 6     | 0     | 0.00            |
| Estudiantes (BA) Argentina | 3.ª                 | 2004-05             | 17    | 1     | —                | —                | —                       | —                       | 17    | 1     | 0.05            |
| Estudiantes (BA) Argentina | Total club          | Total club          | 24    | 1     | 0                | 0                | 0                       | 0                       | 24    | 1     | 0.04            |
| Arsenal Argentina          | 1.ª                 | 2006-07             | 4     | 1     | —                | —                | —                       | —                       | 4     | 1     | 0.25            |
| Arsenal Argentina          | Total club          | Total club          | 4     | 1     | 0                | 0                | 0                       | 0                       | 4     | 1     | 0.25            |
| Boca Juniors Argentina     | 1.ª                 | 2007-08             | 4     | 0     | —                | —                | —                       | —                       | 4     | 0     | 0.00            |
| Boca Juniors Argentina     | 1.ª                 | 2008-09             | 23    | 1     | —                | —                | 7                       | 1                       | 30    | 2     | 0.06            |
| Boca Juniors Argentina     | 1.ª                 | 2009-10             | 20    | 2     | —                | —                | 1                       | 1                       | 21    | 3     | 0.14            |
| Boca Juniors Argentina     | 1.ª                 | 2010-11             | 31    | 2     | —                | —                | —                       | —                       | 31    | 2     | 0.06            |
| Boca Juniors Argentina     | 1.ª                 | 2011-12             | 35    | 7     | 4                | 1                | 14                      | 3                       | 53    | 11    | 0.20            |
| Boca Juniors Argentina     | Total club          | Total club          | 113   | 12    | 4                | 1                | 22                      | 5                       | 139   | 18    | 0.12            |
| Kayserispor Turquía        | 1.ª                 | 2012-13             | 28    | 7     | —                | —                | —                       | —                       | 28    | 7     | 0.25            |
| Kayserispor Turquía        | 1.ª                 | 2013-14             | 32    | 6     | 2                | 0                | —                       | —                       | 34    | 6     | 0.17            |
| Kayserispor Turquía        | Total club          | Total club          | 60    | 13    | 2                | 0                | 0                       | 0                       | 62    | 13    | 0.20            |
| Palmeiras · Brasil         | 1.ª                 | 2014                | 17    | 2     | 3                | 1                | —                       | —                       | 20    | 3     | 0.15            |
| Palmeiras · Brasil         | 1.ª                 | 2015                | 5     | 0     | 1                | 0                | —                       | —                       | 6     | 0     | 0.00            |
| Palmeiras · Brasil         | Total club          | Total club          | 22    | 2     | 4                | 1                | 0                       | 0                       | 26    | 3     | 0.11            |
| Lanús Argentina            | 1.ª                 | 2016                | 15    | 1     | —                | —                | —                       | —                       | 15    | 1     | 0.06            |
| Lanús Argentina            | Total club          | Total club          | 15    | 1     | 0                | 0                | 0                       | 0                       | 15    | 1     | 0.06            |
| Estrella Roja Serbia       | 1.ª                 | 2016-17             | 7     | 0     | 1                | 0                | 6                       | 0                       | 14    | 0     | 0.00            |
| Estrella Roja Serbia       | Total club          | Total club          | 7     | 0     | 1                | 0                | 6                       | 0                       | 14    | 0     | 0.00            |
| Olimpia Paraguay           | 1.ª                 | 2017                | 16    | 4     | —                | —                | 4                       | 0                       | 20    | 4     | 0.20            |
| Olimpia Paraguay           | Total club          | Total club          | 16    | 4     | 0                | 0                | 4                       | 0                       | 20    | 4     | 0.20            |
| Banfield Argentina         | 1.ª                 | 2017-18             | 21    | 3     | 2                | 2                | 4                       | 0                       | 27    | 5     | 0.18            |
| Banfield Argentina         | Total club          | Total club          | 21    | 3     | 2                | 2                | 4                       | 0                       | 27    | 5     | 0.18            |
| San Lorenzo Argentina      | 1.ª                 | 2018-19             | 12    | 0     | 4                | 1                | 4                       | 0                       | 20    | 1     | 0.05            |
| San Lorenzo Argentina      | Total club          | Total club          | 12    | 0     | 4                | 1                | 4                       | 0                       | 20    | 1     | 0.05            |
| Colo-Colo · Chile          | 1.ª                 | 2019                | 22    | 4     | 4                | 1                | 2                       | 0                       | 28    | 5     | 0.17            |
| Colo-Colo · Chile          | 1.ª                 | 2020                | 23    | 2     | —                | —                | 4                       | 1                       | 27    | 3     | 0.11            |
| Colo-Colo · Chile          | Total club          | Total club          | 45    | 6     | 4                | 1                | 6                       | 1                       | 55    | 8     | 0.14            |
| Sud América · Uruguay      | 1.ª                 | 2021                | 28    | 3     | —                | —                | —                       | —                       | 28    | 3     | 0.10            |
| Sud América · Uruguay      | Total club          | Total club          | 28    | 3     | 0                | 0                | 0                       | 0                       | 28    | 3     | 0.10            |
| Barracas Central Argentina | 1.ª                 | 2022                | 19    | 1     | 14               | 3                | —                       | —                       | 33    | 4     | 0.12            |
| Barracas Central Argentina | Total club          | Total club          | 19    | 1     | 14               | 3                | 0                       | 0                       | 33    | 4     | 0.12            |
| Atlanta Argentina          | 2.ª                 | 2023                | 20    | 2     | —                | —                | —                       | —                       | 20    | 2     | 0.10            |
| Atlanta Argentina          | Total club          | Total club          | 20    | 2     | 0                | 0                | 0                       | 0                       | 20    | 2     | 0.10            |
| Total en su carrera        | Total en su carrera | Total en su carrera | 406   | 49    | 35               | 9                | 46                      | 6                       | 487   | 64    | 0.13            |
| 1. 2. 3.                   |                     |                     |       |       |                  |                  |                         |                         |       |       |                 |

### Selección nacional
| Selección          | Temporada     | Amistosos | Amistosos | Sudamérica | Sudamérica | Mundial | Mundial | Total | Total | Media goleadora |
| Selección          | Temporada     | Part.     | Goles     | Part.      | Goles      | Part.   | Goles   | Part. | Goles | Media goleadora |
| ------------------ | ------------- | --------- | --------- | ---------- | ---------- | ------- | ------- | ----- | ----- | --------------- |
| Sub-20 Argentina   | 2007          | —         | —         | 9          | 3          | —       | —       | 9     | 3     | 0.33            |
| Sub-20 Argentina   | Total         | 0         | 0         | 9          | 3          | 0       | 0       | 9     | 3     | 0.33            |
| Absoluta Argentina | 2011          | 5         | 2         | —          | —          | —       | —       | 5     | 2     | 0.40            |
| Absoluta Argentina | Total         | 5         | 2         | 0          | 0          | 0       | 0       | 5     | 2     | 0.40            |
| Total carrera      | Total carrera | 5         | 2         | 9          | 3          | 0       | 0       | 14    | 5     | 0.35            |
| 1.                 |               |           |           |            |            |         |         |       |       |                 |

### Resumen estadístico
| Competición             | Partidos | Goles | Promedio |
| ----------------------- | -------- | ----- | -------- |
| Primera División        | 343      | 45    | 0,13     |
| Tercera División        | 24       | 1     | 0,04     |
| Copas nacionales        | 35       | 9     | 0,25     |
| Torneos internacionales | 46       | 6     | 0,13     |
| Selección Absoluta      | 5        | 2     | 0,40     |
| Selección Sub-20        | 9        | 3     | 0,33     |
| Total                   | 462      | 66    | 0,14     |

## Palmarés

### Campeonatos nacionales
| Título           | Equipo       | País      | Año    |
| ---------------- | ------------ | --------- | ------ |
| Primera División | Boca Juniors | Argentina | 2008-A |
| Primera División | Boca Juniors | Argentina | 2011-A |
| Copa Argentina   | Boca Juniors | Argentina | 2012   |
| Copa de Brasil   | Palmeiras    | Brasil    | 2015   |
| Primera División | Lanús        | Argentina | 2016   |
| Copa Chile       | Colo-Colo    | Chile     | 2019   |

### Distinciones honoríficas
| Distinción                                                                | Año  |
| ------------------------------------------------------------------------- | ---- |
| Personalidad destacada en el ámbito deportivo del municipio de San Martín | 2016 |